# Obléhání Skadaru (1912–1913)

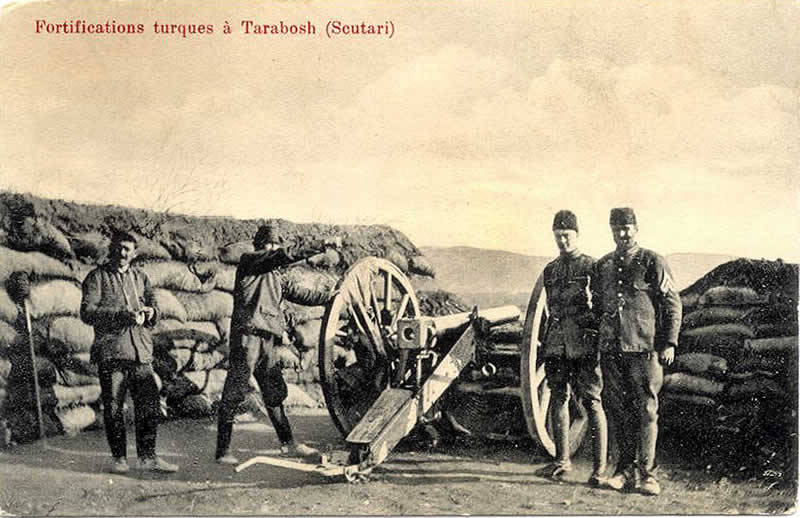
Turecká děla v blízkosti Skadaru

Obléhání Skadaru (albánsky Rrethimi i Shkodrës, turecky İşkodra Kuşatması, srbsky Опсада Скадра/Opsada Skadra) probíhalo v dnešní severní Albánii na během první balkánské války. Proti sobě stála vojska Srbska s Černou Horou a Turecka. Bitva skončila nejprve vítězstvím černohorské armády, nicméně pod nátlakem Rakousko-Uherska a Itálie byla nucena se stáhnout a město spolu s pevností Rozafat přenechat nově vzniklému albánskému státu. Obléhání začalo dne 28. října 1912 a skončilo 23. dubna 1913.